# El público
El público es una obra de teatro de Federico García Lorca. Escrita hacia 1930, no se estrenó hasta 56 años más tarde, ha sido considerada una de las obras del teatro español más importante del siglo XX. Obra surrealista, en la que se mantiene ambiguo qué partes son una alucinación y cuáles, una «realidad dramática», estudia los deseos homosexuales reprimidos y defiende el derecho a la libertad erótica. Forma parte del llamado «teatro imposible» de Lorca, junto con Así que pasen cinco años y la Comedia sin título.

## Antecedentes y proceso creativo
A principios del siglo XX el teatro realista de Ibsen, Chéjov o Bernard Shaw comenzó a ceder a favor de propuestas que se negaban a ver la verdadera realidad sobre el escenario. Obras tan diversas como las de Bertolt Brecht, Luigi Pirandello o los surrealistas franceses procuraban romper con los convencionalismos sociales y la identificación del espectador con la obra. En España, hacia finales de la década de 1920, este nuevo teatro todavía no se había asentado, aunque sus noticias llegaban a través de críticas, revistas y periódicos, como El Sol o Revista de Occidente. De esta nueva corriente, unas pocas obras de autores extranjeros se habían estrenado en España y algunos autores nacionales habían conseguido éxitos, como fue el caso de El otro (1927) de Unamuno, Tic-tac (1927) de Claudio de la Torre, Lo invisible (1927) de Azorín, Sinrazón (1928) de Ignacio Sánchez Mejías, Tararí (1929) de V. Andrés Álvarez, Los medios seres (1929) de Gómez de la Serna, De la noche a la mañana de Ugarte y López Rubio y Un sueño de la razón (1929) de Rivas Cherif, pero fueron la excepción. A este grupo de autores revolucionarios hay que añadir a Federico García Lorca, aunque, cuando partió hacia Nueva York, todavía no había alcanzado la fama que tendría posteriormente. Precisamente durante la época en que el grupo El Caracol estrenó Un sueño de la razón de Rivas Cherif, García Lorca estaba ensayando con ese mismo grupo teatral la tragicomedia Amor de don Perlimplín con Belisa en su jardín. Ian Gibson señala que es posible que esta obra, que trata de dos lesbianas, animara a García Lorca a escribir El público.
Quizás Lorca concibiese las primeras ideas sobre la obra durante su estancia en Nueva York en 1929, pero sin duda la mayor parte del texto fue escrito durante su estancia en Cuba en 1930, en casa de los hermanos Loynaz, así como en el hotel La Unión, en cuyo papel timbrado escribió partes del texto. La última página del primer manuscrito fue escrita ya de vuelta en Granada, el 22 de agosto de 1930.
Lorca ya había anunciado en una carta a Martínez Nadal que estaba escribiendo la obra:

[...] He trabajado mucho. Tengo muchos versos de escándalo y teatro de escándalo también. Vuelvo en enero. Eso te lo dirá todo. Y es fácil que estrene en Nueva York.
He escrito un drama que daría algo por leértelo en compañía de Miguel. De tema francamente homosexual. Creo que es mi mejor poema.
Lorca, Epistolario p. 689

## El manuscrito
En junio de 1933, cuando se publicaron dos páginas en la revista Los cuatro vientos, todavía no había una versión definitiva de la obra. Como era su costumbre, Lorca escribía y reescribía una y otra vez el texto, realizando lecturas de las nuevas versiones entre los amigos. Martínez Nadal ha afirmado haber visto dos copias definitivas escritas a máquina pocas semanas antes de la muerte del autor, en una lectura que el poeta había dado a un grupo de amigos en el restaurante Buenavista, a la que el mismo Nadal sólo llegó hacia el final. Todas estas variantes se han perdido, a excepción de un único manuscrito, probablemente una primera versión en la que falta un acto, que Lorca entregó en un paquete cerrado el 13 de julio de 1936 a Martínez Nadal, el último día que ambos pasaron en Madrid, antes de que Lorca volviese en tren a Granada. Martínez Nadal conservó el manuscrito bajo llave durante cuarenta años, hasta su publicación en 1976. La narración de Martínez Nadal presenta algunas dudas, ya que resulta curioso el interés de Lorca de preservar un manuscrito, cuando existían por lo menos versiones definitivas.
Marcelle Auclair, en su obra Enfances et mort de García Lorca (1968), afirma que Dulce María Loynaz habría roto y tirado a la papelera un manuscrito de 53 páginas de El público, debido a que la obra le pareció absurda y escandalosa. Loynaz posteriormente negó tanto haber destruido documentos de Lorca como haber afirmado tal cosa; aseguró que el manuscrito había sido un regalo del granadino para su hermana Flor Loynaz, poeta también, y que el manuscrito había sido destruido por Carlos Manuel Loynaz, poeta y hermano de Flor y Dulce María, en una de sus crisis. Desgraciadamente, la desaparición o destrucción de obras de Lorca relacionadas con la homosexualidad, aunque no sólo esas, es una constante. Como ejemplo se puede mencionar la desaparición de los manuscritos de La bola negra, una obra teatral que trataba sin rodeos la represión de los homosexuales por la sociedad, y La destrucción de Sodoma, otro drama que, como indica su nombre, trataba el tema. Naturalmente, tampoco fue favorecedor para su conservación que García Lorca fuese descuidado con sus manuscritos y prefiriese la transmisión oral a la escrita, ni la resistencia de la familia a publicar cualquier texto relacionado con la sexualidad de Lorca.

## Personajes
Director / EnriqueEs el personaje principal de la obra, director de una obra teatral, posiblemente un trasunto del mismo Lorca. Hace tiempo ha tenido una relación amorosa con Gonzalo / Hombre 1. Inicialmente, el Director niega cobardemente su homosexualidad, ocultándose bajo la máscara. Durante la obra, quitándose la máscara, se transforma en diversos personajes de rasgos femeninos, «en un niño [...] interpretado por una niña, en la Dominga de los negros, una prostituta para marineros borrachos, en una bailarina llamada Guillermina o Maximiliana.» Finalmente, tras muchas dudas, decide quitarse la máscara enfrentándose a la sociedad homófoba.
Hombre 1.º / GonzaloEs un antiguo amor de Enrique. Único personaje que no lleva máscara, que muestra así la sinceridad y autenticidad de su amor por el Director. Su actitud frente a la homofobia social es de lucha e intenta ganarse al Director con la misma acción para salvar su amor. En todas sus transformaciones mantiene una apariencia varonil.
Criado
Caballo blanco 1.º
Caballo blanco 2.º
Caballo blanco 3.º
Caballo blanco 4.º
Hombre 2.º
Hombre 3.º
Arlequín director
Mujer en pijama
ElenaEs una de las figuras en las que se materializa la homofobia. Sirve de «cobertura social» al Director, se hace pasar por su esposa para alejar las sospechas de homosexualidad. Sin embargo, es quien denuncia y revela al público que Julieta es un muchacho, provocando la muerte de los actores.
Figura de cascabeles
Figura de pámpanos
Niño
EmperadorEs una de las figuras en las que se materializa la homofobia. En este caso, «encarna la censura moral que valoriza la Unidad», concepto que viene a referirse al modelo de familia heterosexual único.
CenturiónEs una de las figuras en las que se materializa la homofobia. Representa el estereotipo del «macho varonil» grosero, homofóbico y que rechaza el amaneramiento.
Julieta
Caballo negro
El traje de Arlequín
El traje de bailarina
Pastor bobovéase «Solo del pastor bobo».
Desnudo rojoSemejante a Jesucristo en que aparece con diversos de sus símbolos, como la hiel y el aceite, la Sábana santa, la sangre de las llagas, etc. Simboliza el sufrimiento de los homosexuales.
Enfermero
Estudiante 1.º
Estudiante 2.º
Estudiante 3.º
Estudiante 4.º
Estudiante 5.º
Dama 1.ª
Dama 2.ª
Dama 3.ª
Dama 4.ª
Muchacho
Ladrón 1.º
Ladrón 2.º
Traspunte
Prestidigitador
Señora

## La obra

### Cuadro 1.º
Personajes por orden de apariciónCriado, Director, Los Caballos, Hombre 1.º, Hombre 3.º, Hombre 2.º, Elena.

### Cuadro 2.º
Personajes por orden de apariciónFigura de Cascabeles, Figura de Pámpanos, Niño, Centurión, Emperador, Hombre 1.º, Director.

### Cuadro 3.º
Personajes por orden de apariciónHombre 1.º, Hombre 2.º, Director, Hombre 3.º, Julieta, Caballo Blanco 1.º, Caballo Negro, los Tres Caballos Blancos, Traje de Arlequín, Traje de Bailarina

### Solo del pastor bobo
El «Solo del pastor bobo» es una pequeña escena de dos páginas a la que Lorca no dio ningún nombre. El nombre procede de Martínez Nadal, que sitúa este poema o canción entre el Cuadro 5° y el Cuadro 6°, justo antes de la escena final. El papel en el que fue escrito justifica esta posición, pero no existe ninguna indicación concreta y definitiva de donde debería colocarse, ni siquiera si pertenece a la obra. Escenas de este tipo, en las que un «pastor bobo» divierte al público e introduce la obra, son conocidas del Siglo de Oro. Hacia el siglo XVII la introducción había evolucionado en una «loa en enigma», que corresponde a la realizada por Lorca en esta obra. Antonio Monegal y Lluís Pasqual han preferido colocar el fragmento entre el Cuadro 3° y el 5°, rellenando el supuesto hueco dejado por el Cuadro 4°.
A través de una adivinanza llena de polisemia y de difícil interpretación, recitada por un pastor vestido en pieles bárbaras y con un embudo lleno de plumas y ruedecillas en la cabeza, al estilo de los locos del Bosco, Lorca introduce el tema de la homosexualidad, la opresión de la sociedad y la religión sobre el individuo, la falta de libertad para amar y las diferencias entre el «teatro bajo la arena» y el «teatro al aire libre». En el «Solo» se refuerza la importancia de las caretas o máscaras, que Balutet considera una sinécdoque de la humanidad y que se relacionan con el fingimiento y el disimulo, pero también con la opresión, la enfermedad y la muerte. Las víctimas de las caretas serían los niños, «[...] los pordioseros y [...] los poetas» y «las águilas con muletas» —probablemente se refiere a las «personas de mucha viveza y perspicacia», tal como define «águila» el DRAE—, es decir, aquellos que dicen la verdad. Tal como comenta Balutet, «En El público, la libertad sexual y el deseo a decir la verdad constituyen la cara y la cruz de la misma realidad.».

### Cuadro 5.º
Personajes por orden de apariciónDesnudo, Enfermero, Estudiante 1.º, Estudiante 2.º, Estudiante 3.º, Estudiante 4.º, Dama 1.ª, Dama 2.ª, Dama 3.ª, Muchacho 1.º, Los Ladrones, Traspunte.

### Cuadro 6.º
Personajes por orden de apariciónDirector, Prestidigitador, Criado, Señora, Traje de Arlequín.

## Análisis e interpretación

### La homosexualidad
La homosexualidad es uno de los puntos clave de la obra, no el único, pero «es un punto de entrada a su complejidad». Es la segunda obra de teatro española en tratar la homosexualidad, la primera en tratar la homosexualidad masculina.
En palabras de Nicolás Balutet,

Presentándose [la obra] como un viaje a través del yo profundo del Director, el personaje principal, la obra ofrece un panorama bastante completo de la problemática homosexual: la «elección» amorosa que se explica aquí por la casualidad o el miedo a la castración, las diferentes facetas del deseo homosexual, la frustración de la paternidad y la homofobia de la sociedad católica.
Nicolás Balutet, «Identidad homosexual y homofobia en El público de Lorca»

En El público, la identidad del Director está dividida en dos: una pública y otra privada, no expresada y que tiene una estrecha relación con un hombre en su pasado. La teatralidad del yo, la fachada, es un tema recurrente, tanto en esta obra como en la literatura gay: cómo actúa el yo, qué máscaras y disfraces lleva, qué expresan esos disfraces y qué ocultan las máscaras, quién mira, qué percibe el público. Lorca, al igual que Jean Cocteau, tiende a pensar el amor homosexual en términos de máscaras y espejos.
Lorca muestra en la obra la reacción homófoba del público cuando se descubre que Julieta es un muchacho de 15 años y que han visto una escena de amor con Romeo, un hombre adulto, en la que se pudo apreciar el amor auténtico entre ambos cuando «[e]l Director de escena abrió los escotillones [...]». La revelación genera muchas preguntas según Woods: ¿realmente estaban haciendo el amor sobre el escenario, o era simplemente una actuación? ¿Era una farsa? ¿Era su amor demasiado real para una actuación o fue derrotada por ser una realidad desenmascarada? Lorca yuxtapone las voces hostiles del público con las de un estudiante que defiende a Julieta: «Parecía muy hermosa y, si era un joven disfrazado, no me importa nada [...] no me queda tiempo de pensar si es hombre o mujer o niño, sino para ver que me gusta con un alegrísimo deseo.».
Sahuquillo menciona a Martínez Nadal y a R.L. Predmore como autores que relacionan la «arena» en la obra de García Lorca con el «amor estéril», la «simiente perdida», es decir, el amor entre hombres, el amor que no puede tener hijos. De ahí se puede dar un mejor entendimiento al «teatro bajo la arena» y, en el cuadro sexto, a 

la palabra amor en labios del director, defensor de la legitimidad del amor homosexual, despierta la idea de "un paisaje de arena" reflejado en un espejo turbio [...] simiente perdida, arena en el desierto, dice la condena bíblica.
Martínez Nadal, op.cit. Sahuquillo

Según afirma Alberto Mira, existe un movimiento crítico para ocultar el homoerotismo del texto hasta el punto de convertirlo prácticamente en ilegible. Concretamente, critica a María Clementa Millán, editora de la edición de Cátedra, que en las 111 páginas de la introducción no ha querido ver la homosexualidad como una de las claves para entender la obra.

### El «público»
En 1929 Lorca ya trataba de apartarse conscientemente del teatro burgués, como muestran sus obras anteriores, así El maleficio de la mariposa o El amor de Don Perlimplin con Belisa en su jardín. Consideraba que uno de los mayores problemas para la renovación del teatro era precisamente el público, ese público burgués y convencional. El público de Lorca no sólo es aquel que se sienta en las butacas del teatro, sino también aquella parte de la sociedad que se escandaliza de las «verdades más inocentes».

[...] sólo hay un público que hemos podido comprobar que no nos es adicto: el intermedio, la burguesía frívola y materializada [...] Lo grave es que las gentes que van al teatro no quieren que se le haga pensar sobre ningún tema moral. Además, van al teatro como a disgusto. Llegan tarde, se van antes de que termine la obra, entran y salen sin respeto alguno
Federico García Lorca, Obras completas (1972)

Precisamente, Lorca pretende en la obra enfrentar al público con los dos tipos de teatro, el burgués o «teatro al aire libre» y el drama auténtico o «teatro bajo la arena», es decir, la falsedad y la verdad en el teatro respectivamente. Esta idea ya se puede rastrear en el teatro europeo, especialmente en Seis personajes en busca de un autor de Luigi Pirandello, que ya había sido estrenada en Madrid. Así, al igual que Pirandello, Lorca usa el recurso del teatro en el teatro, es decir, el «teatro bajo la arena» es una representación dentro del «teatro al aire libre», aunque va mucho más allá y procura producir así una verdad íntima en el espectador.
El autor presenta con su «teatro bajo la arena» una verdad propia muy comprometida, «para demostrar una personalidad y tener derecho al respeto he dado otras cosas», «el verdadero teatro [...] para que se sepa la verdad de las sepulturas», que no aparece en obras anteriores, como Yerma, Bodas de Sangre o La casa de Bernarda Alba, en las que se realizaron más concesiones al público. De hecho, la obra refleja la verdad interior del autor, ya que la mayoría de la obra transcurre en el «teatro bajo la arena», y la realidad objetiva, el «teatro al aire libre», sólo es mencionado por alusiones en los cuadros primero, quinto y sexto.

### La «máscara»
La «máscara teatral» es para Lorca un símbolo de la falsedad y la hipocresía, los convencionalismos sociales. El armario lleno de caretas en el escenario representa los diferentes papeles que ofrece el falso teatro, que el autor rechaza. El Público en su totalidad se puede interpretar como un intento del Director de luchar contra la «máscara», que puede provocar la muerte si no se la respeta. De hecho, Lorca reconoce la fuerza de la «máscara», a la que hay que rendirse, cuando el director afirma: «No hay más que máscara. Tenía yo razón, Gonzalo. Si burlamos la máscara, ésta nos colgará de un árbol como al muchacho de América».
El único personaje que no tiene una máscara en la obra es el Hombre 1, lo que indica su sinceridad y ausencia de fingimiento, incluso en su amor por el director: «Te amo delante de los otros porque abomino de la máscara y he conseguido arrancártela». Lorca ve en el amor el único medio de redención frente a los convencionalismos del teatro.

### Shakespeare y la casualidad del amor
La influencia de Shakespeare es evidente en la obra que transcurre en el teatro al aire libre, como ejemplo de falso teatro convencional: Romeo y Julieta. Lorca juega con la que el público considera la obra de teatro sobre el amor auténtico por excelencia, para convertirla en ejemplo de falsedad y convención, aunque la cosa no sea tan simple: Julieta se salva y aparece a la vez en el teatro bajo la arena.
Aparte de las evidentes referencias a Romeo y Julieta, Lorca hace también alusión a una segunda obra de Shakespeare: El sueño de una noche de verano, obra que ya había empleado anteriormente en su obra Comedia sin título y que incluso aparece en sus poemas desde muy joven. Al igual que en El público, Shakespeare había usado el recurso del teatro en el teatro, transcurriendo una de las obras en el mundo irreal de las hadas y otro en el auténtico de los duques de Atenas. Pero el tema que más impresionó a Lorca fue el de la «casualidad terrible» del amor, simbolizado por la flor venenosa: «¿Y si yo le digo que el personaje principal de todo fue una flor venenosa?». Lorca trata el tema de la arbitrariedad del amor en diversas obras, en las que aparece como una fuerza fatal que arrastra a sus protagonistas a un final trágico. En la obra, esa casualidad está expresada en diversos momentos: «Romeo puede ser un ave y Julieta una piedra. Romeo puede ser un grano de sal y Julieta puede ser un mapa», «¿Es que Romeo y Julieta tienen que ser necesariamente un hombre y una mujer para que la escena del sepulcro se produzca de una manera viva y desgarradora?».

## Publicación y recepción
Lorca tenía por costumbre leer poemas y escenas de sus obras a sus amigos y conocidos, costumbre que mantuvo durante la creación de El público. Algunos, como Dulce María Loynaz, se escandalizaron del contenido homoerótico y el lenguaje obsceno. De hecho, sus amigos Carlos Morla Lynch y Rafael Martínez Nadal consideraban imposible su estreno, opinión en la que coincidía el mismo Lorca. Los intentos de estrenar o publicar la obra fracasaron una y otra vez, aunque consiguió publicar dos páginas en junio de 1933 en la revista Los Cuatro Vientos. Esto muestra la voluntad de publicar la obra, conteniendo los dos cuadros publicados «las muestras más evidentes de la temática homosexual». De hecho, en 1933 se estaba preparando una edición en forma de libro en la editorial Signo, quizás como consecuencia de la dificultad para conseguir representar la obra sobre el escenario, aunque Lorca no llegó a firmar el contrato por su viaje a Argentina. De esta información Monegal concluye que Lorca no temía el escándalo por escribir una obra de temática homosexual.
Antes de la primera edición de la obra, Rafael Martínez Nadal decidió escribir un estudio: El público. Amor, teatro y caballos en la obra de Lorca, que fue publicado en Inglaterra, pero no en España. El manuscrito de El público fue publicado en 1976 en F.G.L., Autógrafos II: El público (Oxford, Dolphin Books, 1976), págs 1-145, en una edición del mismo Martínez Nadal. Martínez Nadal justificó la tardanza de su publicación con la esperanza de la familia de Lorca de encontrar una de las versiones definitivas. La posición de Martínez Nadal frente al texto fue ambigua, por una parte reconoce la presencia e importancia de la homosexualidad en la obra de Lorca, pero luego parece arrepentirse e intenta paliarlo. Para Martínez Nadal, El público es «más desafiador, pero menos burdo que Genet; más rico en símbolos que Beckett [... con] mayor capacidad que Tennessee Williams para entremezclar personajes reales o históricos con criaturas de su fantasía; Ionesco habría envidiado su inventiva, su gracia, lo inesperado de las réplicas y el juego escénico. En ningún momento la deuda de Lorca con Pirandello es mayor que la de los autores mencionados.»

### Representaciones destacadas

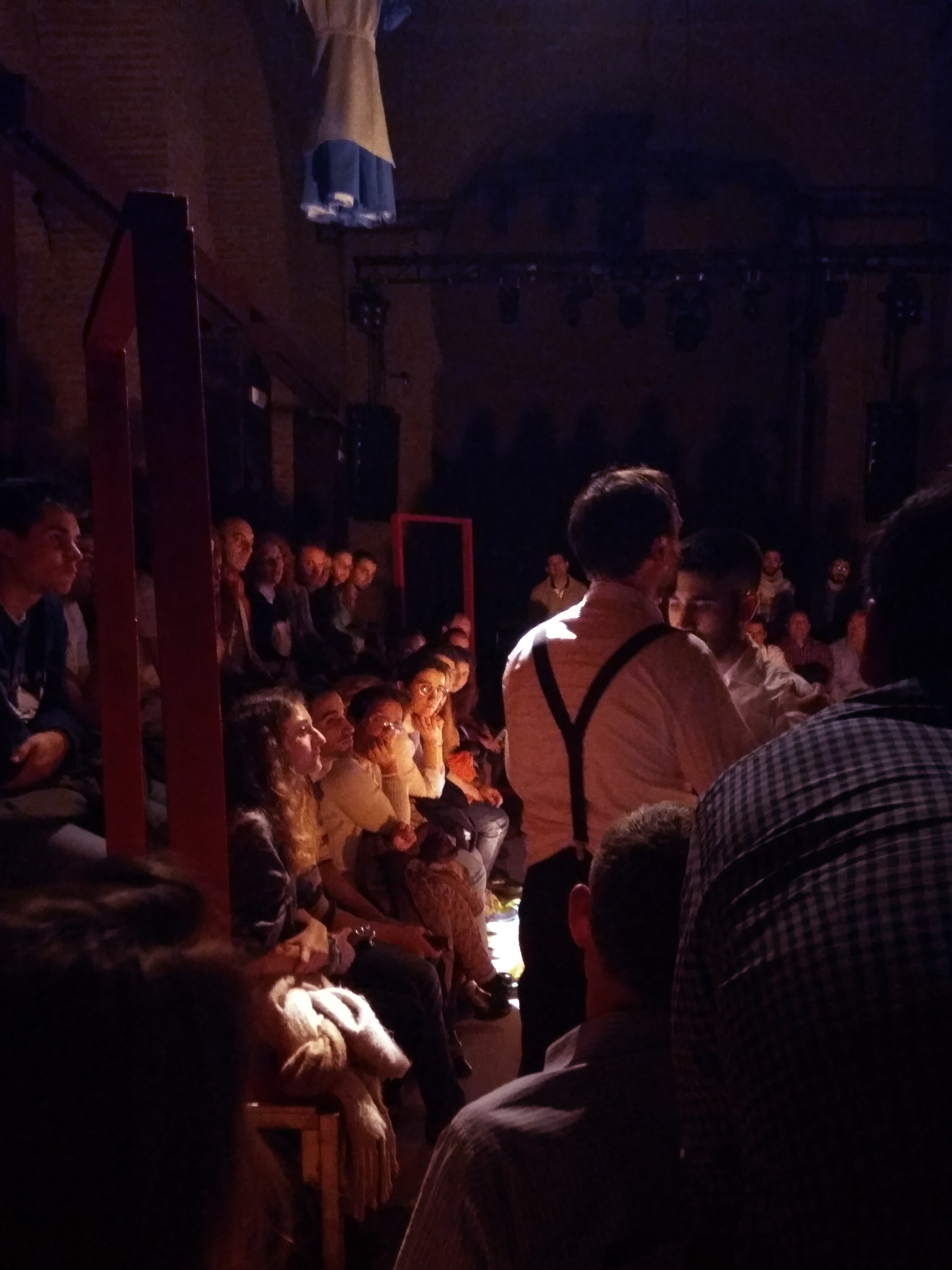
"El público" de Federico García Lorca, escenificado por el Grupo de Teatro USC-Lugo. II Festival Nacional de Teatro Universitario de España, 2017.

Las primeras representaciones de la obra se realizaron por grupos no profesionales en el ámbito universitario. Así, en la Universidad de Murcia en 1977 con dirección de Antonio Morales y en la Universidad de Puerto Rico bajo dirección de Victoria Espinosa, en 1978 y de nuevo en febrero y junio de 1979. La primera representación profesional se realizó en Polonia, en 1984.
Pero se puede considerar que el primer estreno mundial en castellano fue en el Teatro Fossati, en Milán, el 10 de diciembre de 1986, bajo dirección de Lluís Pasqual y con escenografía de Fabià Puigserver y Frederic Amat. Poco después, el 17 de enero de 1987, se estrenó en Madrid, en el Teatro María Guerrero,  con el mismo director y reparto que en Milán.
- Dirección: Lluís Pasqual.
- Escenografía: Fabià Puigserver y Frederic Amat.
- Música: Josep Maria Arrizabalaga
- Intérpretes: Alfredo Alcón, Antonio Duque, Pedro Mari Sánchez, Tomás A. Martínez, Chachi, Joan Miralles, Maruchi León, Ángel Pardo, Manuel de Blas, Walter Vidarte, Maruja Boldoba, Esther Gala, Maite Brik, Paola Dominguín, Juan Echanove, Valentín Paredes, José Coronado, Carlos Iglesias.

La obra fue traducida en 1988 al inglés por Henry Livings y representada ese mismo año en el Theatre Royal Stratford East, en Londres, bajo dirección de Philip Hedley. La obra provocó un escándalo tal, que se realizaron dos consultas en el parlamento y algunos parlamentarios solicitaron eliminar las subvenciones al teatro. La traducción fue publicada en 1991 en Londres, Lorca, Plays: Three, por la editorial Methuen.
En 2002 se estrenaría una nueva versión en el Teatro Lope de Vega de Sevilla a cargo de Atalaya Teatro bajo la dirección de Ricardo Iniesta con el equipo estable de la compañía que recorrió medio centenar de ciudades españolas.
En 2015, el director Alex Rigola la estrena en el Teatro de la Abadía de Madrid en coproducción con el Teatro Nacional de Cataluña. Durante el 2016 y el 2017 realizarían gira por diversas ciudades españolas y europeas. Algunos de los actores que participaron en la obra fueron Irene Escolar, Pep Tosar, Nao Albet, Pau Roca y David Luque.

### Ópera
En 2012, Gerard Mortier, director artístico del Teatro Real de Madrid, encargó al compositor Mauricio Sotelo una ópera sobre la obra lorquiana. El libreto fue encomendado al escritor Andrés Ibáñez. Esta obra fue estrenada el 25 de febrero de 2015.